# Pseudohaje
Pseudohaje is een geslacht van slangen uit de familie koraalslangachtigen (Elapidae) en de onderfamilie Elapinae.

## Naam en indeling
De wetenschappelijke naam van de groep werd voor het eerst voorgesteld door Albert Günther in 1858. Er zijn twee soorten, de slangen werden eerder aan het geslacht van de echte cobra's (Naja) toegekend.

## Verspreiding en habitat
De slangen komen voor in delen van Afrika en leven in de landen Angola, Burundi, Kameroen, Centraal-Afrikaanse Republiek, Congo-Kinshasa, Congo-Brazzaville, Gabon, Ghana, Ivoorkust, Kenia, Nigeria, Rwanda, Oeganda, Sierra Leone, Liberia en Guinea. De habitat bestaat onder andere uit vochtige tropische en subtropische laaglandbossen.

## Beschermingsstatus
Door de internationale natuurbeschermingsorganisatie IUCN is aan een soort een beschermingsstatus toegewezen. Pseudohaje nigra wordt beschouwd als 'veilig' (Least Concern of LC).

## Soorten
Het geslacht omvat de volgende soorten, met de auteur en het verspreidingsgebied.
| Naam              | Auteur          | Verspreidingsgebied |
| ----------------- | --------------- | --- |
| Pseudohaje goldii | Boulenger, 1895 | Angola, Burundi, Kameroen, Centraal-Afrikaanse Republiek, Congo-Kinshasa, Congo-Brazzaville, Gabon, Ghana, Ivoorkust, Kenia, Nigeria, Rwanda, Oeganda |
| Pseudohaje nigra  | Günther, 1858   | Sierra Leone, Liberia, Ivoorkust, Togo, Ghana, Guinea, Nigeria                                                                                        |